# ユニバーサル・ピクチャーズの長編アニメーション映画の一覧
- アニメーション映画 > アメリカ合衆国のアニメ映画作品一覧 > ユニバーサル・ピクチャーズの長編アニメーション映画の一覧

ユニバーサル・ピクチャーズの長編アニメーション映画の一覧（ユニバーサル・ピクチャーズのちょうへんアニメーションえいがのいちらん）は、ユニバーサル・ピクチャーズにより制作された長編アニメーション映画の一覧である。

## 公開済みの作品

### 1960年代
- ピノキオの宇宙大冒険（1968年12月19日）

### 1980年代
- アメリカ物語（1987年8月1日）
- リトルフット（1989年3月18日）

### 1990年代
- スペースファミリー/ジェットソンズ（1991年8月1日）
- アメリカ物語2/ファイベル西へ行く（1992年7月25日）
- 雪の女王（1993年8月7日）
- 恐竜大行進（1994年8月20日）
- バルト（1996年8月10日）

### 2000年代
- おさるのジョージ（2006年7月22日）

### 2010年代
- コララインとボタンの魔女 3D（2010年2月19日）
- 9 〜9番目の奇妙な人形〜（2010年5月8日）
- 怪盗グルーの月泥棒 3D（2010年10月29日）
- イースターラビットのキャンディ工場（2011年8月19日）
- ロラックスおじさんの秘密の種（2012年10月6日）
- パラノーマン ブライス・ホローの謎（2013年3月29日）
- 怪盗グルーのミニオン危機一発（2013年9月21日）
- ミニオンズ（2015年7月31日）
- ペット（2016年8月11日）
- SING/シング（2017年3月17日）
- 怪盗グルーのミニオン大脱走（2017年7月21日）
- KUBO/クボ 二本の弦の秘密（2017年11月18日）
- ボス・ベイビー（2018年3月21日）
- グリンチ（2018年12月14日）
- ペット2（2019年7月26日）
- ヒックとドラゴン 聖地への冒険（2019年12月20日）

### 2020年代
- トロールズ ミュージック★パワー（2020年10月2日）
- ボス・ベイビー ファミリー・ミッション（2021年12月17日）
- SING/シング: ネクストステージ（2022年3月18日）
- ミニオンズ フィーバー（2022年7月15日）
- バッドガイズ（2022年10月7日）
- 長ぐつをはいたネコと9つの命（2023年3月17日）
- ザ・スーパーマリオブラザーズ・ムービー（2023年4月28日）
- FLY!/フライ!（2024年3月15日）
- 怪盗グルーのミニオン超変身 (2024年7月19日)
- 野生の島のロズ (2025年2月7日)

## 公開前の作品
- ヒックとドラゴン (2025年9月5日)
- バッドガイズ2 (公開日未定)
- ザ・スーパーマリオブラザーズ・ムービーの続編（原題）(2026年4月24日)